# Sunglasses at Night
Sunglasses at Night ist ein New-Wave-Song von Corey Hart aus dem Jahr 1983, der von ihm geschrieben wurde und auf dem Album First Offense erschien.

## Geschichte
Das Lyrische Ich begründet das Tragen einer Sonnenbrille in der Nacht damit, dass er so seine Geliebte beobachten könne, die er verdächtigt, ihn zu betrügen.
Die Single erschien wie das Album im Jahr 1983, erreichte jedoch erst im Laufe des Jahres 1984 die internationalen Charts. Der Song zählt zu den typischen New-Wave-Hits der 1980er Jahre, allerdings ist bei dem Song stilbildend die Kombination aus der Synthesizer-Hookline, dem charakteristischen Arpeggio und dem E-Gitarren-Einsatz. Allmusic definierte das Lied als „Instant-Klassiker mit markanter Melodie und eingängigem Refrain“.
1993 fand der Song in einem Werbespot des Autoherstellers Kia Motors seine Verwendung. Im Videospiel Grand Theft Auto: Vice City wird der Song vom fiktiven Radiosender Wave 103 gespielt.
Auch in der Serie Stranger Things hört man in der ersten Staffel Folge 6 den Anfang des Songs aus einem Autoradio.

## Musikvideo
Das Musikvideo reflektiert die Vorstellung eines „modernen“ Polizeistaates, mit Szenen von Hart teilweise ohne Sonnenbrille im Gefängnis sowie stark bewaffneten Polizisten. Kurz vor dem Ende des Videos wird Corey Hart einer Polizeibeamtin in einem Büro vorgeführt.

## Chartplatzierungen
| ChartsChartplatzierungen       | Höchstplatzierung | Wochen |
| ------------------------------ | ----------------- | ------ |
| Deutschland (GfK)              | 21 (15 Wo.)       | 15     |
| Vereinigte Staaten (Billboard) | 7 (23 Wo.)        | 23     |

| ChartsJahrescharts (1984)      | Platzierung |
| ------------------------------ | ----------- |
| Vereinigte Staaten (Billboard) | 36          |

## Coverversionen
- 1984: Pet Shop Boys (West End Sunglasses)
- 2001: Tiga & Zyntherius
- 2007: DJ Size feat. J. Lourenzo & Big Steve
- 2008: Voodoo & Serano
- 2009: Skepta
- 2013: Blind Passengers
- 2013: Gavin Porsche
- 2016: Bodybangers
- 2019: Pulsedriver
- 2021: Carlos Morgan
- 2022: Glasperlenspiel
- 2024: Heidi Klum